# Comoliopsis neblinae
Comoliopsis neblinae är en tvåhjärtbladig växtart som beskrevs av John Julius Wurdack. Comoliopsis neblinae ingår i släktet Comoliopsis och familjen Melastomataceae. Inga underarter finns listade i Catalogue of Life.